# 2021 DO15
2021 DO15 est un objet transneptunien découvert en 2021, mais identifié sur des photos datant de 2018.

## Caractéristiques
Le diamètre de 2021 DO15 est estimé à environ 215 kilomètres.